# Bahnhof Hechingen
Der Bahnhof Hechingen ist ein Bahnhof in der Stadt Hechingen in Baden-Württemberg. Er wurde 1869 zusammen mit der Bahnstrecke Tübingen–Sigmaringen in Betrieb genommen und 1901 als Anschlussbahnhof mit dem Bahnhof Hechingen Landesbahn der Hohenzollerischen Landesbahn über Nebengleise verbunden. 1997 wurde die Strecke nach Gammertingen direkt in den Bahnhof eingebunden.

## Geschichte
Der Bahnhof Hechingen wurde am 29. Juni 1869 mit dem ersten Teilstück der Bahnstrecke Tübingen–Sigmaringen zwischen Tübingen und Hechingen eröffnet. 1901 kam der Bahnhof Hechingen Landesbahn der Hohenzollerischen Landesbahn unterhalb des „württembergischen“ Bahnhofs mit den Bahnstrecken Eyach–Hechingen und Hechingen–Gammertingen hinzu.
Während des Zweiten Weltkriegs wurde der Bahnhof stark beschädigt und musste anschließend wiederaufgebaut werden. Bereits in den 1950er Jahren knüpfte er jedoch wieder an seine Bedeutung vor dem Krieg an und stellt seither einen wichtigen Verkehrsknoten dar.
Ab 2019 wurde der Bahnhof modernisiert und weiter ausgebaut, um den steigenden Anforderungen des wachsenden Personenverkehrs gerecht zu werden. Dabei wurde insbesondere ein barrierefreier Zugang zu den Gleisen hergestellt.

### Ausblick
Der Zweckverband Regional-Stadtbahn Neckar-Alb plant, den Bahnhof im Rahmen des Projekts Regional-Stadtbahn Neckar-Alb zu elektrifizieren und zu modernisieren. Dabei soll ein viertes Bahnsteiggleis nördlich der bestehenden errichtet werden, der Bahnhof mit Kombinationsbahnsteigen mit abschnittsweise unterschiedlichen Bahnsteighöhen von 76 Zentimetern für Regional-Express-Züge (RE 6a) sowie von 55 Zentimetern für die Regional-Stadtbahn-Züge ausgestattet und die Bahnsteigunterführung wird für einen barrierefreien Zugang ausgebaut werden.

## Infrastruktur

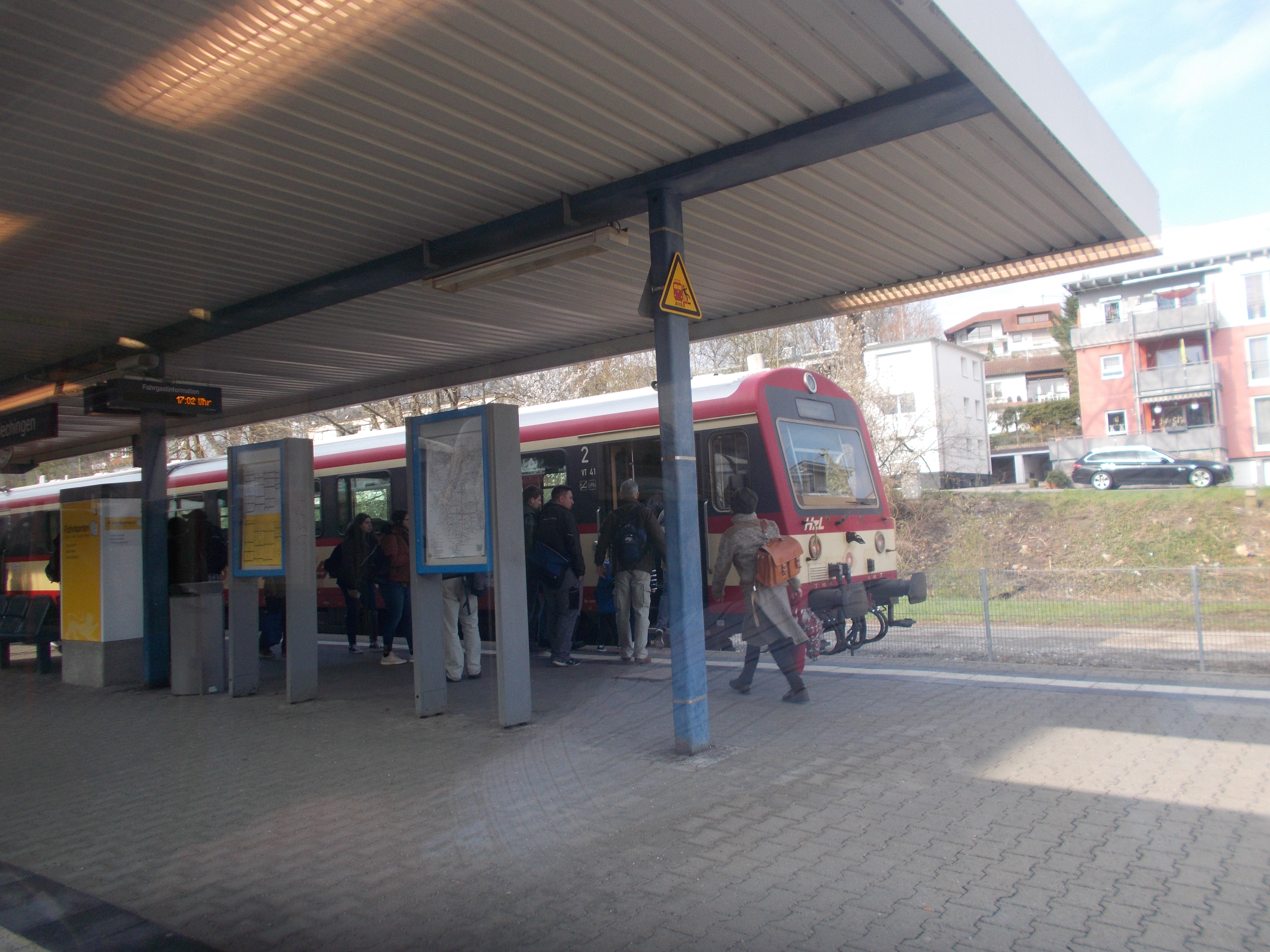
Zug der HzL im Bahnhof Hechingen

Im Empfangsgebäude befinden sich neben einer Servicestation der DB Station & Service auch eine Packstation der Deutschen Post und Gepäckschließflächer. Dieses Bahnhofsgebäude ist 15,31 m lang und 10,31 m breit und besitzt zwei Flügelbauten. Zudem gibt es ein Gütergebäude und ein (ehemaliges) Dienstwohngebäude.
Auf dem Gelände des Bahnhofs befindet sich der ZOB Hechingen. Von hier bestehen Busverbindungen in die Umgebung.

## Hechingen Landesbahn
Im Bahnhof Hechingen Landesbahn der ehemaligen Hohenzollerischen Landesbahn (heute SWEG Südwestdeutsche Landesverkehrs-GmbH) treffen sich die beiden Bahnstrecken von Eyach und von Gammertingen. Als erstes wurde die Strecke nach Burladingen eröffnet, die 1908 nach Gammertingen verlängert wurde. 1912 wurde die Strecke nach Stetten eröffnet, die weiter nach Eyach führt. Der Bahnhof hat ein eigenes Empfangsgebäude sowie zwei Bahnsteiggleise, an denen aber die Züge Richtung Eyach und einzelne Züge Richtung Gammertingen halten.
Ursprünglich wurden die beiden Bahnhöfe mit einer Spitzkehre im Westen der Bahnhöfe miteinander verbunden. Beim Umsteigen zwischen beiden Bahnhöfen muss ein Fußweg zurückgelegt werden.
1997 wurde die Gammertinger Strecke direkt in den Bahnhof Hechingen eingeführt, mit der auf dieser Strecke verkehrende Züge diesen statt dem Bahnhof Hechingen Landesbahn bedienen können.

## Weitere Stationen in Hechingen
Ein Haltepunkt im Stadtgebiet ist Schlatt (Hohenz). Ehemalige Haltepunkte sind Weilheim (bei Schloss Lindich) und Stein (Hohenz) sowie die Station Friedrichsstraße-Sickingen und der Bahnhof Zollern.

## Betrieb
Der Bahnhof Hechingen wird Stand 2023 ausschließlich im Nahverkehr bedient. Auf der DB-Strecke nach Tübingen verkehren sowohl Regional-Express-Züge der DB Regio als Regionalbahn-Züge der SWEG Südwestdeutsche Landesverkehrs-GmbH. Auf den Strecken der SWEG fahren ausschließlich Züge der SWEG.
Der Personenverkehr auf der Strecke nach Eyach wurde 1973 eingestellt. Seit 2006 gibt es am Wochenende und an Feiertagen im Sommer auf dieser Strecke wieder Personenverkehr mit dem Radexpress Eyachtäler (seit 2022 Freizeitexpress Eyachtäler). Diese Linie wendet im Landesbahnhof und bedient als einzige nicht den DB-Bahnhof.
| Linie                            | Verlauf | Frequenz                                                       |
| -------------------------------- | --- | -------------------------------------------------------------- |
| RE 6                             | Stuttgart – Plochingen – Nürtingen – Dußlingen – Mössingen – Reutlingen – Tübingen – Hechingen – Balingen – Albstadt-Ebingen – Sigmaringen – Herbertingen – Aulendorf | zweistündlich                                                  |
| RB 66                            | Tübingen – Hechingen – Bisingen – Balingen – Albstadt-Ebingen (– Sigmaringen)                                                                                         | stündlich                                                      |
| RB 68                            | Hechingen – Jungingen – Burladingen – Gammertingen (– Veringenstadt – Sigmaringen)                                                                                    | stündlich                                                      |
| RB 67 Freizeitexpress Eyachtäler | Hechingen Landesbahn – Haigerloch – Eyach | zweistündlich, nur von Mai bis Oktober an Sonn- und Feiertagen |

Im Landesbahnhof findet Rangier- und Güterverkehr zum Salzbergwerk Stetten statt. Dabei nutzen die Züge inzwischen hauptsächlich die neu geschaffene Direktverbindung zum DB-Bahnhof zur Weiterfahrt.